# Les Loges-en-Josas
Les Loges-en-Josas è un comune francese di 1 568 abitanti situato nel dipartimento degli Yvelines nella regione dell'Île-de-France.

## Società

### Evoluzione demografica
Abitanti censiti